# Estadi Internacional Khalifa
|  | No s'ha de confondre amb Estadi Internacional Sheikh Khalifa. |

L'Estadi Internacional Khalifa (àrab: استاد خليفة الدولي, Istād Ḫalīfa ad-Duwalī), també anomenat Estadi Nacional, és un estadi de futbol de la ciutat de Doha, a Qatar. Forma part de la Ciutat Esportiva de Doha. Té una capacitat per a 45.416 espectadors.
Va ser inaugurat el 1976. L'any 1992 va ser seu de la Copa del Golf de Nacions. Fou renovat per la celebració dels Jocs Asiàtics de 2006, augmentant la seva capacitat fins al 40.000 espectadors. També ha estat seu dels Jocs Pan Àrabs de 2011, del Campionat del Món d'atletisme de 2019 i de la Copa del Món de futbol de 2022.

## Referències

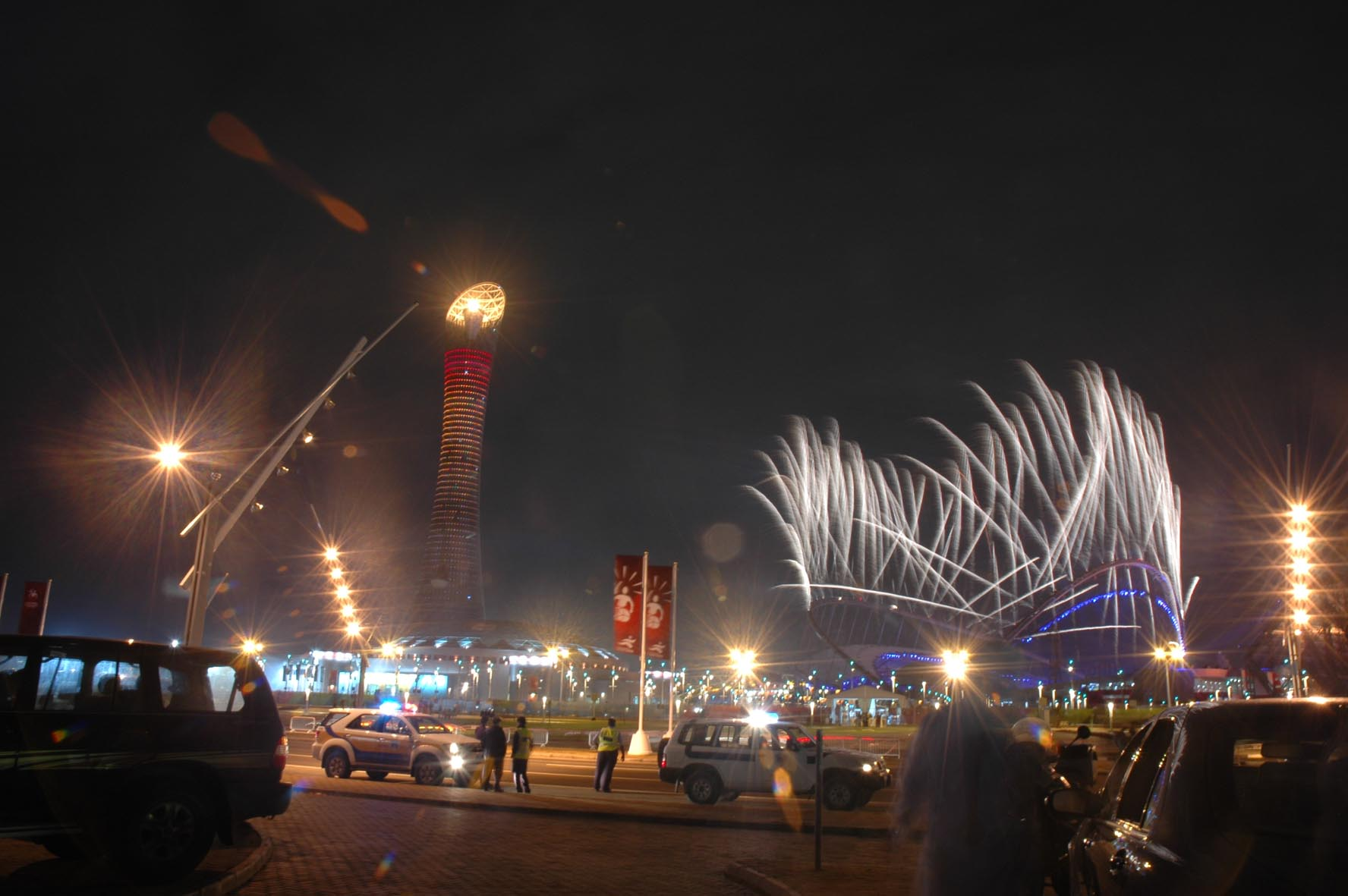
Cerimònia d'obertura dels Jocs Asiàtics de 2006.